# هنری وکسمن
هنری وکسمن (به انگلیسی: Henry Waxman) نمایندهٔ حوزه انتخابیه کالیفرنیا از حزب دموکرات ایالات متحده آمریکا در مجلس نمایندگان ایالات متحده آمریکا است که برای نخستین‌بار در ۴ ژانویه ۱۹۷۵ میلادی به‌عضویت این مجلس درآمد.